# 22国集团
22國集團1998年2月18日亞洲金融風暴後22个国家和地区代表在华盛顿举行会议，讨论有关亚洲金融危机的问题，从而形成了22國集团。该集团包括世界主要发达国家及发展中国家，它们是阿根廷、澳大利亚、巴西、加拿大、中华人民共和国、法国、德国、中國香港、印度、印度尼西亚、意大利、日本、大韓民國、马来西亚、墨西哥、波兰、俄罗斯、新加坡、南非、泰国、英国和美国。
宣布将成立三个工作组推动国际金融领域的交流。三个工作组分别负责三个方面的工作：
- 增加各国政策透明度和强化信息披露工作。
- 强化金融体系和市场机制。
- 在危机发生时让政府和私人部门适当分担责任。

## 成員

G8成員
額外14國

G7成員：
- 加拿大
- 法國
- 德国
- 義大利
- 日本
- 英国
- 美国

額外14國+1特區：
- 俄羅斯（2014年自并吞克里米亚后不属于原八国集团）
- 马来西亚
- 墨西哥
- 波蘭
- 阿根廷
- 香港（是属于 中华人民共和国的一个特别行政区）
- 巴西
- 印度
- 印度尼西亞
- 新加坡
- 南非
- 泰國
- 中华人民共和国